# Malmsey Rangaka
Malmsey Rangaka (* 1957 in Mafikeng, Südafrika) ist  eine südafrikanische Unternehmerin und Winzerin, die als erste Schwarze in Südafrika ein Weingut führt. 

## Leben
Nach ihrem Studium arbeitete Malmsey Rangaka als Dozentin für Psychologie an der Nordwest-Universität in Mafikeng. Malmsey Rangaka ist mit Diale Rangaka verheiratet. Im Jahr 2003 kaufte das Ehepaar ein Weingut in der Nähe von Stellenbosch, Südafrika. Sie nannten das Weingut M’hudi, was in der Sprache Setswana „Erntehelfer“ bedeutet. Beide verstanden nichts vom Weinanbau und mussten sich die Fertigkeiten erarbeiten. Nachdem sie anfangs von den meisten weißen Farmern ausgegrenzt wurden, hat sich die Marke M’hudi etabliert. Es werden unter anderem die Rebsorten Sauvignon Blanc, Merlot und Pinotage angebaut. 70 Prozent der 80.000 Flaschen werden exportiert, vor allem nach Europa.
Internationale Beachtung fand die Geschichte der Rangakas und der Wein 2009 im Weißen Haus in Washington, wo er bei der Amtseinführung von Präsident Barack Obama getrunken wurde.

## Auszeichnungen
Malmsey Rangaka wurde 2010 mit dem Eteya (Emerging Tourism Entrepreneur of Year Award) ausgezeichnet, der aufstrebenden Unternehmern verliehen wird.